# نورمن هکرمن
نورمن هکرمن (انگلیسی: Norman Hackerman) ; (زاده: ۲ مارس ۱۹۱۲ - درگذشته: ۱۶ ژوئن ۲۰۰۷) سیاست‌مدار اهل ایالات متحده آمریکا بود که به عنوان رئیس دانشگاه تگزاس در شهر آستین و بعدها به عنوان چهارمین رئیس دپارتمان شیمی (۱۹۷۰–۱۹۸۵) خدمت کرد. او یک متخصص شناخته‌شده بین‌المللی در زمینه فلز بود.

## زندگی‌نامه
او در شهر بالتیمور، مریلند متولد شد. پدرش یعقوب هکرمن و مادرش آنا رافل بودند و او تنها پسر خانواده بود. آن‌ها از مهاجرین مناطق بالتیک امپراتوری روسیه بودند که بعداً به کشورهای استونی و لتونی تبدیل شدند. هکرمن مدرک لیسانس خود را در سال ۱۹۳۲ و درجه دکترای خود را در شیمی در سال ۱۹۳۵ از دانشگاه جانز هاپکینز دریافت کرد. او در دانشگاه‌های جانز هاپکینز، دانشگاه لویولا مریلند در بالتیمور و دانشگاه ایالتی تکنولوژی در بلکسبرگ، ویرجینیا تا قبل از جنگ جهانی دوم و پرداختن به پروژه منهتن تدریس کرد. وی در سال ۱۹۴۶ به عنوان استادیار رشته شیمی به دانشگاه تگزاس رفت. هکرمن در ۱۹۵۰ استاد و در سال ۱۹۶۰ و ۱۹۶۱ رئیس تحقیقات و نایب‌رئیس امور دانشگاهی در سال ۱۹۶۳ شد. هکرمن هنگامی که ریاست دانشگاه تگزاس را در سال ۱۹۷۰ برعهده داشت، دانشگاه را ترک کرد و ۱۵ سال بعد نیز بازنشسته شد. او سپس به عنوان استاد بازنشسته شیمی منصوب شد؛ و در سال ۱۹۸۵ به عنوان استاد فوق‌العاده شیمی به تدریس در دانشگاه تگزاس پرداخت و تا پایان عمرش نیز به تدریس ادامه داد. او عضو انجمن ملی علوم و فرهنگستان هنر بود.

## افتخارات
در میان بسیاری از افتخارات او دریافت جایزه آلین پالادیوم انجمن الکتروشیمی آمریکا، مدال طلا از مؤسسه آمریکایی شیمیدان‌ها (۱۹۷۸)، نشان ملی چارلز لاتروپ پارسونز، جایزه ونیوار بوش و نشان ملی علوم را دریافت نمود. او در سال ۱۹۸۴ جایزه ادوارد گودریچ آچسون را از انجمن الکتروشیمی آمریکا دریافت کرد.هکرمن در کمیته‌های مشورتی و هیئت‌های نمایندگی چندین انجمن فنی و ادارات دولتی از جمله هیئت علوم ملی آمریکا، نیروی کار دولتی تگزاس و در آموزش عالی و هیئت مشورتی علمی بنیاد ولش خدمت کرده‌ است.هکرمن همچنین به عنوان ویراستار و رئیس مجله الکتروشیمی آمریکا خدمت کرده‌ است.